# Баликликуль
Баликлику́ль (рос. Балыклыкуль, башк. Балыҡлыкүл) — присілок у складі Аургазинського району Башкортостану, Росія. Адміністративний центр Баликликульська сільської ради.
Населення — 417 осіб (2010; 458 в 2002).
Національний склад:
- татари — 93%